# Yuki Tamura
Yuki Tamura (田村 祐基 Tamura YUki?, nacido el 31 de diciembre de 1985 en Hiroshima) es un exfutbolista japonés. Jugaba de delantero y su último club fue el Sportivo Trinidense.

## Trayectoria

### Clubes
| Club                | País     | Año         |
| ------------------- | -------- | ----------- |
| Sanfrecce Hiroshima | Japón    | 2004 - 2007 |
| Ehime FC            | Japón    | 2006        |
| FC Gifu             | Japón    | 2008        |
| Gainare Tottori     | Japón    | 2008 - 2009 |
| Guaraní             | Paraguay | 2010        |
| Sportivo Trinidense | Paraguay | 2010        |
| Sportivo Luqueño    | Paraguay | 2011        |
| Sportivo Trinidense | Paraguay | 2011        |